# Компактний оператор
Цілкóм неперéрвний оперáтор або компактний оператор — оператор, що відображає банахів простір у себе, і при цьому кожну обмежену множину переводить у відносно компактну.
Сукупність усіх компактних операторів, що діють з {\displaystyle X_{1}} в {\displaystyle X_{2}}, позначають через {\displaystyle S_{\infty }(X_{1},X_{2})} ({\displaystyle S_{\infty }(X)} у випадку, коли X1=X2=X).